# Muzeji Mequinenze
Muzeji Mequinenze tri su muzejska prostora koja se nalaze u Mequinenzi (Aragonija, Španjolska). Sastoje se od Muzeja rudnika, Muzeja povijesti Mequinenze i Muzeja prapovijesti. Njihov je cilj širenje rudarske i povijesne baštine grada, a posebno Starog grada Mequinenza, koji je nestao ispod rijeke Ebro nakon izgradnje akumulacije Ribarroja. Nalazi se u školskoj grupi María Quintana izgrađenoj 1927. godine.

## Arhitektura
Zgrada u kojoj se nalazi Muzej povijesti Mequinenze ima tlocrt u obliku slova E s izduženim središnjim tijelom, koje se na prednjem pročelju proteže s dva bočna stuba i još jednim istaknutijim središnjim dijelom. Prvotno je imao dva ulaza sa strane, koji su odvajali školsku zonu dječaka u prizemlju i djevojačku na prvom katu. Iza je izgrađena još jedna mala zgrada u kojoj se nalazila školska blagovaonica i vrtić.
Zgrada je izrađena od četvrtastog kamena, sa zasvođenim krovom od arapskih pločica i drvenom strehom istaknutom u stilu aragonskih renesansnih palača. Prozori su mu pravokutni, osim nekoliko na gornjem katu, na čijem je vrhu spušteni luk. Zbog svog vanjskog izgleda dolazi u kontakt s regionalističkim strujanjima arhitekture prve trećine 20. stoljeća.

## Priznanja
Muzeji Mequinenze dio su Iberijske mreže geominirajućih prostora od 2017. godine, udruge književnih prostora Espais Escrits i od 2020. Svjetske mreže muzeja vode UNESCO-a.

## Vanjske poveznice
- Web stranica muzeja Mequinenza  Arhivirana inačica izvorne stranice od 4. listopada 2017. (Wayback Machine)
- Muzej rudnika u muzejima Mequinenza
- Muzej povijesti u muzejima Mequinenza
- Muzej prapovijesti u muzejima Mequinenza
- Stari grad Mequinenza u muzejima Mequinenza